# Cheilosia iberica
Cheilosia iberica é uma espécie de sirfídeo. É endémica da metade ocidental da península ibérica.